# Mahala Rai Banda
Mahala Rai Banda – rumuński zespół muzyczny z Bukaresztu, wykonujący muzykę cygańską.
Ich przebój Mahalageasca rozbrzmiewa w filmie Saszy Barona Cohena Borat.

## Dyskografia
- 2013: “Balkan Reggae” – Asphalt Tango Records
- 2009: “Ghetto Blasters” – Asphalt Tango Records
- 2005: “Mahala Rai Banda” – Crammed Discs[2]